# Manuel de Tezanos-Pinto
Manuel José de Tezanos Pinto de la Fuente (Santiago, 29 de septiembre de 1978), también conocido  como "Manoel", es un periodista deportivo, comentarista de radio y televisión, youtuber y humorista chileno enfocado en temáticas deportivas. 
Actualmente trabaja en TNT Sports Chile, junto a Verónica Bianchi, Marcelo Vega, Juvenal Olmos, entre otros, y Radio Agricultura. Por muchos años formó parte de Fox Sports, donde fue presentador de Central Fox, el programa de goles Eurogol y comentarista de los partidos transmitidos por la señal. Como youtuber, destaca su trabajo en "Balong Radio" y "Tarde pero al Balong", siendo siempre un rústico que va fuerte pero al Balong.

## Biografía
Hijo de Manuel de Tezanos Pinto Domínguez y María Valentina de la Fuente Moreno. Estudió periodismo en la Universidad de los Andes. Es sobrino de Ricardo de Tezanos Pinto Domínguez.
Está casado en segundas nupcias con la periodista Camila Muñoz, a quien conoció a través de la aplicación de citas Tinder. Sus hijos son, de su primer matrimonio, Valentina de Tezanos Pinto Baudrand y Juan de Tezanos Pinto Baudrand, quien falleció en 2010 a los dos años de edad; mientras que del segundo matrimonio, José Pedro e Inés de Tezanos-Pinto Muñoz.
Se le conoce también como un gran corredor, ya que ha ganado y ha llegado en lugares de avanzada en distintas maratones, mediamaratones y corridas. Su mejor resultado lo obtuvo en el Maratón de Buenos Aires 2012, donde hizo un tiempo de 3h 21m 37s, ubicándose en el puesto 566 de la clasificación general.
Es un reconocido hincha de Universidad Católica.

## Carrera
Inició su carrera en 2000, en el canal Red Televisión. Su primera aparición importante fue como periodista en cancha para el cuadrangular Copa Ciudad de Valparaíso. En el canal privado trabajó en varias etapas, destacando su participación en el programa deportivo Vamos, Chile, conducido por el experiodista y comentarista deportivo Eugenio Cornejo, donde fue reportero junto con Antonio Neme y Eduardo Tastets y las transmisiones de los Juegos Olímpicos de Sídney 2000 y Atenas 2004, y de la Copa Mundial de Fútbol de 2006. En 2002 tuvo un breve paso por Canal 13 para las transmisiones de la Copa Mundial de Fútbol de 2002 y el programa Futgol. En marzo de 2004 se hizo cargo de la corresponsalía en Chile de Fox Sports. En abril de 2007 se integró a Pasión de Primera, programa de Mega que presentaba en estreno los goles de cada fecha de la Primera división de Chile. En junio de 2008 se integró como comentarista al equipo de Estadio en Radio Portales, junto con Carlos Alberto Bravo, Marco Sotomayor, Rodrigo Herrera, Fernando Tapia y César Carreño, emisora en la que trabajó hasta mayo de 2010. Sin dejar de colaborar para Estadio en Portales, en junio de 2009 se integró al programa deportivo 110% en Radio Zero, que condujo junto con la periodista Constanza Patiño. El espacio, que iba de lunes a viernes de 7:30 a 8:00, informaba de diversas disciplinas deportivas además del fútbol, como running, golf, automovilismo y montañismo. El ciclo terminó en diciembre del mismo año. 
En 2010 participó en las transmisiones de los equipos chilenos en la Copa Libertadores como reportero en la cancha de juego y luego para Fox Sports Central desde Nelspruit cubriendo a la selección de Chile en la Copa del Mundo 2010. En julio de ese año, se trasladó a Buenos Aires para incorporarse en forma estable a la nómina de conductores y comentaristas de la cadena. A partir de entonces condujo junto con Walter Safarián el programa Eurogol, y fue uno de los conductores del antiguo noticiero del canal, Fox Sports Noticias. También fue uno de los conductores del noticiero Central Fox. Ocasionalmente ha comentado partidos en las transmisiones de Fox Sports. Para la Copa América Argentina 2011, volvió a ser parte de Fox Sports Central. Esta vez, desde Mendoza, estuvo a cargo de cubrir  a la selección chilena. En enero de 2015 regresó a Chile para incorporarse en forma estable como comentarista deportivo del noticiario nocturno Medianoche y panelista del estelar Domingo de goles, ambos de Televisión Nacional de Chile. Además condujo el noticiario 24 Horas Deportes del canal 24 Horas. En noviembre de 2017 fue desvinculado de la estación pública. Desde enero de 2018 ha trabajado para Radio Agricultura en su espacio deportivo y en la transmisión de partidos. Tras no renovar su vínculo con Fox Sports, Manuel de Tezanos se unió a CDF en enero de 2019.
En paralelo a su trabajo en radio y televisión, desde 2015 ha creado contenido para su canal de Youtube Balong - MDTP Net, donde cuenta con más de 500 000 suscriptores a la fecha.

## Filmografía

### YouTube
Desde octubre del 2015 hasta la actualidad.
- Rostro, director de marketing y contenidos del canal "Balong - MDTPnet"

### CDF/TNT Sports Chile
Desde enero de 2019 hasta la actualidad. Conductor de Todos Somos Técnicos, recientemente ganador del primer Copi (Copihue de Oro) entregado por el diario La Cuarta. Comentarista del Campeonato Chileno y de la Euro 2020, además de partidos de la Liga de Campeones de la UEFA desde su edición 2021-22 para la señal de TNT Sports México.

### Radio Agricultura
Desde enero de 2018 a la actualidad:
- Panelista en Deportes en Agricultura

### Televisión Nacional de Chile
Desde enero de 2015 a noviembre de 2017:
- Transmisiones Televisión Nacional de Chile: comentarista en eventos deportivos como el  Sudamericano Sub-20 2015 y la Copa América 2015.
- 24 deportes del canal hermano 24 Horas: Conductor (2015-2017).
- Medianoche: Comentarista deportivo (2015-2017)
- Domingo de Goles: Panelista (2015).

### Fox Sports
Desde marzo de 2004 hasta diciembre de 2018: 
- Transmisiones Fox Sports: Reportero en cancha, reportero especial o comentarista, en Copa Libertadores, Copa Sudamericana, Champions League, Europa League, Premier League, Fútbol Mexicano, Rally Dakar.
- Central Fox: Conductor (2012-diciembre de 2018 ).
- Eurogol: Conductor, junto a Walter Safarián (2010-2014)
- Fox Sports Central: Periodista en la Copa del Mundo Sudáfrica 2010 y en la Copa América Argentina 2011.
- Fox Sports Noticias: Conductor (2010-2012).
- Corresponsalía: Chile (2004-mayo de 2010).

### FM Tiempo
Desde abril de 2013 hasta febrero de 2014:
- El Clarinete: Conductor, junto a Sebastián Puga, Roberto Van Cauwelaert y Andrés Rillón.

### Radio Portales
Desde junio de 2008 a mayo de 2010:
- Estadio en Portales: Comentarista

### Mega
Desde abril de 2007 a mayo de 2010:
- Pasión de Primera: Narrador compactos, periodista

### Radio Zero
Desde junio de 2009 a diciembre de 2009
- 110%: Programa deportivo, conductor junto a Constanza Patiño

### Canal 13
Desde abril de 2002 a julio de 2002:
- Futgol: Periodista
- Copa del Mundo Japón Corea 2002: Periodista

### Red Televisión
Desde febrero de 2000 a julio de 2006
- Copa del Mundo Alemania 2006 / Comentarista transmisiones
- Impacto Deportivo / Noticiario deportivo, conductor.
- Teledatos en Alemania 2006 / Conductor
- JJ. OO. Atenas 2004 / Conductor programa especial y transmisiones
- Vamos, Chile / Programa deportivo, periodista
- Noticiario Olímpico Sídney 2000 / Editor Periodístico
- Cuadrangular Copa Ciudad de Valparaíso / Periodista en cancha